# أسل هجين
أسل هجين (الاسم العلمي: Juncus hybridus) نوع نباتي يتبع جنس الأسل وينتمي إلى الفصيلة الأسلية.